# Hermano de Jorel
Irmão do Jorel (En Hispanoamérica: Hermano de Jorel) es una serie de dibujos animados brasileña, creada por Juliano Enrico, y coproducida por Cartoon Network Brasil, Copa Studio y TV Quase. Originalmente la serie fue el ganador de un concurso promovido por Cartoon Network Brasil en 2009 para producir nuevas animaciones nacionales.
Es la primera serie animada original de Cartoon Network producida en Brasil y en América Latina. Al principio se estrenaría en 2013 con sólo 13 episodios, pero su debut se retrasó hasta el año siguiente de completar una temporada de 26 episodios. La serie se estrenó en Cartoon Network el 22 de septiembre de 2014 en Brasil, y el 2 de febrero de 2015 en Hispanoamérica.
El 8 de diciembre de 2015, la serie fue renovada para una segunda temporada. El 27 de mayo de 2017, una tercera temporada fue anunciada. La serie finalizó el 17 de septiembre de 2022.

## Sinopsis
La serie muestra la vida cotidiana de una familia humilde y grotesca. El más joven conocido solo por el nombre de "Hermano de Jorel" se ve ensombrecido por la fama y la popularidad de su hermano mayor, Jorel. 
Junto con su familia compuesta por sus dos hermanos mayores, su padre, su madre, sus dos abuelas, tres patos y su perro viven situaciones típicas de una familia brasileña a finales de los años 80.
Con la ayuda de su familia y de su mejor amiga, el Hermano de Jorel se enfrenta a los primeros obstáculos de la vida a un ritmo vergonzoso.

## Personajes y doblaje

### Personajes
- Hermano de Jorel: El hermano de Jorel es un niño de 8 años extremadamente creativo e inocente que vive bajo la sombra de su hermano ―que es muy popular―pero que siempre encuentra el modo de hacerse notar y es capaz de crear y de creer en las historias más alocadas, y su nombre se revela mucho más adelante como Joaquín.

- Señora Danuza: Una mamá proactiva, esposa de Edson, y dulce que da clases en la academia de danza, además de practicar buceo, vóleibol, lucha libre, motociclismo y ser campeona de fisicoculturismo, entre otras cosas. En momentos tensos, se convierte en súper heroína/agente secreto/piloto de avión.

- Señor Edson: Periodista idealista, esposo de Danuza, y padre amoroso, el señor Edson es un hombre neurótico que dedica su tiempo libre al teatro revolucionario y al cine conceptual. Siempre está dándoles consejos a sus hijos sobre la base de las experiencias alocadas que tuvo en su vida.

- Jorel: Jorel es el hermano del medio y también una leyenda viva. Es un chico atlético y con onda, su cabello es largo y hermoso, es deseado por las chicas y respetado por los chicos. Nunca aceptó haber perdido su lugar como hijo menor cuando nació su hermano, y por eso le encanta meterlo en problemas.

- Nico: Un adolescente metalero joven y antisocial que se mueve como si estuviera constantemente en cámara lenta. Cuando no está encerrado en su habitación, está ensayando con su banda o en el garaje. Es una persona de pocas palabras y extremadamente calma que se transforma por completo cuando toca la batería.

- Abuela Gigi: Tía Gigi es vanidosa, lista y tiene un sentido del humor poco común para alguien de su edad. Siempre malhumorada, pasa incontables días y noches comiendo caramelos, mirando televisión por cable y contando los cuentos más fantásticos y bizarros sobre su pasado, que nadie sabe sin son ciertos o no.

- Abuela Juju: El opuesto extremo de la Abuela Gigi, la Abuela Juju es muy amable, dulce e inocente. Cuando no está ocupándose de su fabuloso jardín, que abunda en plantas exóticas, se ocupa de sus tres patitos

- Lara: Lara es una niña lista, juguetona e hiperactiva, también es la mejor amiga del Hermano de Jorel y tiene más características masculinas que su amigo. Siempre lo saca de los problemas en los que se mete. A la vez, siempre lo mete en más problemas cuando habla demasiado y revela secretos sin siquiera darse cuenta de lo que hizo.

- Ana Catalina: Ana Catalina es una niña atractiva, buena y popular. El hermano de Jorel está enamorado de ella y la mayoría de veces que se mete en problemas por culpa de esto.

- El coco mágico: No sabemos casi nada de él, solo sabemos que es un coco con poderes interdimensionales, con el fin de evitar que los misterios de la serie NO sean descubiertos, pero con el costo de romper a veces la cuarta pared, sabiendo que no es real, es color verde, cara supuestamente inocente, pajita, sombrilla y moño rojo y se podría considerar el antagonista de la serie, este no se sabe su origen, pero lo que si sabemos, es que se ven sus poderes conforme avance la serie.

### Doblaje
| Personaje        | Actor original Temporada | Actor original Temporada | Actor original Temporada | Actor doblaje Temporada | Actor doblaje Temporada | Actor doblaje Temporada | Actor doblaje Temporada | Actor doblaje Temporada |
| Personaje        | 1                        | 2                        | 3                        | 1a                      | 1b                      | 2a                      | 2b                      | 3                       |
| ---------------- | ------------------------ | ------------------------ | ------------------------ | ----------------------- | ----------------------- | ----------------------- | ----------------------- | ----------------------- |
| Hermano de Jorel | Andrei Duarte            | Andrei Duarte            | Andrei Duarte            | Jesús Hernández         | Jesús Hernández         | Jesús Hernández         | Jesús Hernández         | Jesús Hernández         |
| Danuza           | Tania Gaidarji           | Tania Gaidarji           | Tania Gaidarji           | Ivette García           | Ivette García           | Marisol Durán           | Marisol Durán           | Marisol Durán           |
| Jorel            | Juliano Enrico           | Juliano Enrico           | Juliano Enrico           | Juliano Enrico          | Juliano Enrico          | Juliano Enrico          | Juliano Enrico          | Juliano Enrico          |
| Edson            | Cesar Marchetti          | Cesar Marchetti          | Cesar Marchetti          | Guillermo Martínez      | Randy Arias             | Randy Arias             | Luis Lugo               | Luis Lugo               |
| Lara             | Melissa García           | Melissa García           | Melissa García           | Leisha Medina           | Leisha Medina           | Leisha Medina           | Leisha Medina           | Leisha Medina           |
| Abuela Juju      | Melissa García           | Melissa García           | Melissa García           | Rocío Mallo             | Rocío Mallo             | Rocío Mallo             | Rocío Mallo             | Rocío Mallo             |
| Tía Gigi         | Cecilia Lemes            | Cecilia Lemes            | Cecilia Lemes            | Valentina Toro          | Valentina Toro          | Valentina Toro          | Valentina Toro          | Valentina Toro          |
| Nico             | Hugo Nieto               | Hugo Nieto               | Hugo Nieto               | Pedro Herrera           | Pedro Herrera           | Pedro Herrera           | Pedro Herrera           | Pedro Herrera           |

## Episodios
| Temporada | Temporada | Episodios | Emisión en Brasil        | Emisión en Brasil       | Emisión en Hispanoamérica | Emisión en Hispanoamérica |
| Temporada | Temporada | Episodios | Estreno                  | Final                   | Estreno                   | Final                     |
| --------- | --------- | --------- | ------------------------ | ----------------------- | ------------------------- | ------------------------- |
|           | 1         | 26        | 22 de septiembre de 2014 | 16 de noviembre de 2015 | 2 de febrero de 2015      | 31 de octubre de 2016     |
|           | 2         | 26        | 10 de octubre de 2016    | 2 de octubre de 2017    | 2 de enero de 2017        | 4 de diciembre de 2017    |
|           | 3         | 26        | 16 de julio de 2018      | 24 de junio de 2019     | 16 de julio de 2018       | 2 de abril de 2021        |

### Temporada 1 (2014-15)
| N. (serie) | N. (temp.) | Título                                       | Escrito por                                                                     | Estreno en Brasil        | Estreno en Hispanoamérica |
| --- | ---------- | -------------------------------------------- | ------------------------------------------------------------------------------- | ------------------------ | ------------------------- |
| 1 | 1          | «El Casco Fenomenal»                         | Juliano Enrico & Caíto Mainier                                                  | 22 de septiembre de 2014 | 2 de febrero de 2015      |
| Hermano de Jorel mira la televisión junto a su familia y descubre que hay una carrera de bicicletas. Todos van, al principio Hermano de Jorel no pero luego va a pesar de la preocupación de su padre. Entonces, quiere demostrar a su padre que él puede ir en bicicleta sin ruedas de entrenamiento, siempre y cuando esté utilizando un casco. |            |                                              |                                                                                 |                          |                           |
| 2 | 2          | «El Sube y Baja de la Revolución»            | Juliano Enrico & Daniel Furlan                                                  | 29 de septiembre de 2014 | 9 de febrero de 2015      |
| Hermano de Jorel necesita pasar un día en la escuela con sus pantalones cortos de camuflaje sin estropearlos. |            |                                              |                                                                                 |                          |                           |
| 3 | 3          | «El Club de la Lucha Libre»                  | Juliano Enrico & Daniel Furlan                                                  | 6 de octubre de 2014     | 16 de febrero de 2015     |
| Hermano de Jorel entra en un club de lucha libre para obtener el refresco de abuela Gigi. |            |                                              |                                                                                 |                          |                           |
| 4 | 4          | «No Les Temas a Tus Miedos»                  | Caíto Mainier                                                                   | 13 de octubre de 2014    | 23 de febrero de 2015     |
| Hermano de Jorel cree que está siendo observado por los patos, y ahora tiene pesadillas. |            |                                              |                                                                                 |                          |                           |
| 5 | 5          | «Noticias del Jardín»                        | Arnaldo Branco                                                                  | 20 de octubre de 2014    | 2 de marzo de 2015        |
| Hermano de Jorel decide crear un vídeo de informe con su familia como el trabajo de la escuela. |            |                                              |                                                                                 |                          |                           |
| 6 | 6          | «El Misterio de Las Notitas Ultrasecretas»   | Juliano Enrico & Daniel Furlan                                                  | 3 de noviembre de 2014   | 9 de marzo de 2015        |
| Hermano de Jorel tienta espionar una de las mensajes de amor de Ana Catarina, una chica muy charmosa. |            |                                              |                                                                                 |                          |                           |
| 7 | 7          | «La Peligrosa Lambada Brutal»                | Juliano Enrico & Valentina Castelo Branco                                       | 10 de noviembre de 2014  | 16 de marzo de 2015       |
| Hermano de Jorel aprende a danzar con la ayuda de señorita Danuza para su presentación en un palco teatral. |            |                                              |                                                                                 |                          |                           |
| 8 | 8          | «La Historia Sin Comienzo, Ni Medio, Ni Fin» | Juliano Enrico & Daniel Furlan                                                  | 17 de noviembre de 2014  | 23 de marzo de 2015       |
| Hermano de Jorel se une a Tosh, su perro en una viaje en la búsqueda del sentido de la vida. |            |                                              |                                                                                 |                          |                           |
| 9 | 9          | «El Rostro de la Expresividad Máxima»        | Juliano Enrico, Daniel Furlan, Valentina Castelo Branco & Victor Gaspari Canela | 12 de enero de 2015      | 30 de marzo de 2015       |
| Hermano de Jorel tienta ser el actor prodigio de un nuevo programa de su estrella preferida, Steve Magal. |            |                                              |                                                                                 |                          |                           |
| 10 | 10         | «El Ataque de los Piojos Mutantes»           | Juliano Enrico & Valentina Castelo Branco                                       | 19 de enero de 2015      | 6 de abril de 2015        |
| Hermano de Jorel vuelve a su casa con piojos y su familia elabora una idea para ayudarlo con su problema de piojos. |            |                                              |                                                                                 |                          |                           |
| 11 | 11         | «Naturaleza Totalmente Salvaje»              | Juliano Enrico & Valentina Castelo Branco                                       | 26 de enero de 2015      | 13 de abril de 2015       |
| Cuando la casa está cubierta de insectos, Hermano de Jorel y su familia hacen una viaje a un parque acuático de la naturaleza salvaje, donde el Hermano de Jorel ayuda " El Mendigo de los Mares " a conservar la agua del parque. |            |                                              |                                                                                 |                          |                           |
| 12 | 12         | «La Implacable Jornada Matinal»              | Juliano Enrico & Arnaldo Branco                                                 | 2 de febrero de 2015     | 20 de abril de 2015       |
| Hermano de Jorel tienta apresurarse suficiente para no se atrasar en su primer día de escuela. |            |                                              |                                                                                 |                          |                           |
| 13 | 13         | «La Aterradora Vida de Los Adultos»          | Juliano Enrico & Vini Wolf                                                      | 9 de febrero de 2015     | 27 de abril de 2015       |
| Cuando la fiesta de cumpleaños de Hermano de Jorel tiene un problema desastroso por culpa de Billy El Loco, el junto a Marcin y Lara se vuelven adultos. |            |                                              |                                                                                 |                          |                           |
| 14 | 14         | «El Bolígrafo de 250 Colores»                | Juliano Enrico & Caíto Mainier                                                  | 16 de febrero de 2015    | 14 de diciembre de 2015   |
| Hermano de Jorel quiere compra un bolígrafo de 250 colores para estudiar con Ana Catalina y también tiene que recargar la pintura del bolígrafo, pero cuando William Shostners roba el bolígrafo de Hermano de Jorel, ello y Lara deben recuperar.                                                                                                |            |                                              |                                                                                 |                          |                           |
| 15 | 15         | «Únete a la Moda»                            | Juliano Enrico & Caíto Mainier                                                  | 23 de febrero de 2015    | 28 de diciembre de 2015   |
| Hermano de Jorel tienta asistir en la televisión, una serie llamada "Microwave Warriors" en la tarde de la noche. |            |                                              |                                                                                 |                          |                           |
| 16 | 16         | «Profesión: Payaso»                          | Juliano Enrico & Arnaldo Branco                                                 | 2 de marzo de 2015       | 21 de diciembre de 2015   |
| Hermano de Jorel es matriculado para una escuela de payasos y tienta eludir. |            |                                              |                                                                                 |                          |                           |
| 17 | 17         | «Una Odisea en el Espacio Recreativo»        | Juliano Enrico                                                                  | 7 de septiembre de 2015  | 2 de noviembre de 2015    |
| Hermano de Jorel utiliza la imaginación para viajar a una dimensión espacial paralela. |            |                                              |                                                                                 |                          |                           |
| 18 | 18         | «—» «Os Caçadores da Figurinha Perdida»      | Arnaldo Branco & Juliano Enrico                                                 | 14 de septiembre de 2015 | 9 de mayo de 2016         |
| Hermano de Jorel necesita completar su álbum de figuritas. |            |                                              |                                                                                 |                          |                           |
| 19 | 19         | «Juegos Mortales»                            | Daniel Furlan & Juliano Enrico                                                  | 21 de septiembre de 2015 | 9 de noviembre de 2015    |
| Hermano de Jorel y Jorel participan de una competición por el " Día del Hermano. " Pero la competencia se pone difícil cuando William Shostness y su hermano le impiden la victoria. |            |                                              |                                                                                 |                          |                           |
| 20 | 20         | «La Isla Loca»                               | Vini Wolf & Juliano Enrico                                                      | 28 de septiembre de 2015 | 16 de noviembre de 2015   |
| Hermano de Jorel y su familia hacen un viaje por todo el mundo, pero sen engañados y terminan en una isla tropical. Sin embargo, El Hermano de Jorel conoce a un joven llamado el Consoul y descubre que la isla es increíble pero sobre todo loca.                                                                                               |            |                                              |                                                                                 |                          |                           |
| 21 | 21         | «Los Increíbles Viejoadolescentes»           | Arnaldo Branco & Juliano Enrico                                                 | 5 de octubre de 2015     | 30 de noviembre de 2015   |
| El Sr. Edson se convierte en el mánager de la banda " Calzones en Llamas " y, para ingresar en un concurso de bandas y vencer a Perdigoto, designa a Jorel como líder y al Hermano de Jorel como sirviente. |            |                                              |                                                                                 |                          |                           |
| 22 | 22         | «-» «A Lenda da Mulher de Algodao»           | Valentina Castelo Branco & Juliano Enrico                                       | 12 de octubre de 2015    | 2 de mayo de 2016         |
| Hermano de Jorel encuentra la clase se asustando debido a un espíritu que asombra el banero de la escuela. |            |                                              |                                                                                 |                          |                           |
| 23 | 23         | «—» «Família á Deriva»                       | Daniel Furlan & Juliano Enrico                                                  | 19 de octubre de 2015    | 16 de mayo de 2016        |
| Hermano de Jorel y su familia hacen un viaje a la playa. |            |                                              |                                                                                 |                          |                           |
| 24 | 24         | «—» «O Pequeno Mestre do Gi Gitsu»           | Juliano Enrico & David Benincá                                                  | 2 de noviembre de 2015   | 23 de mayo de 2016        |
| Hermano de Jorel es agredido en la escuela y Abuela Gigi le enseña la técnica de artes marciales más brutal conocida como Gi-Gitsu. - Nota: Este episodio está basado en el piloto original de la serie. |            |                                              |                                                                                 |                          |                           |
| 25 | 25         | «Furia y Poder Sobre Ruedas»                 | Juliano Enrico & Valentina Castelo Branco                                       | 9 de noviembre de 2015   | 23 de noviembre de 2015   |
| Hermano de Jorel comienza a ficar con celos cuando Lara vira una patinadora con otras chicas. |            |                                              |                                                                                 |                          |                           |
| 26 | 26         | «-» «Meu Segundo Amor»                       | Juliano Enrico, Daniel Furlan & Zé Brandão                                      | 16 de noviembre de 2015  | 30 de mayo de 2016        |
| Hermano de Jorel participa de una fiesta brasileña en la escuela y busca una chica para ser su pareja en la fiesta. |            |                                              |                                                                                 |                          |                           |